# Lycaena thibetensis
Lycaena thibetensis är en fjärilsart som beskrevs av Gustave Arthur Poujade 1885. Lycaena thibetensis ingår i släktet Lycaena och familjen juvelvingar. Inga underarter finns listade i Catalogue of Life.